# Charmont-en-Beauce
 Charmont-en-Beauce  es una población y comuna francesa, situada en la región de Centro, departamento de Loiret, en el distrito de Pithiviers y cantón de Outarville.

## Demografía
| 411 | 372 | 365 | 351 | 336 | 330 |
| Para los censos de 1962 a 1999 la población legal corresponde a la población sin duplicidades (Fuente: INSEE [Consultar]) |     |     |     |     |     |